# Saint-Germain-sur-l'Arbresle
Saint-Germain-sur-l'Arbresle is een plaats en voormalige gemeente in het Franse departement Rhône in de regio Auvergne-Rhône-Alpes.

## Geschiedenis
Op 1 januari 2013 fuseerde Saint-Germain-sur-l'Arbresle met de aangrenzende gemeente Nuelles tot de commune nouvelle Saint-Germain-Nuelles.

## Geografie
De oppervlakte van Saint-Germain-sur-l'Arbresle bedraagt 6,5 km², de bevolkingsdichtheid is 194,5 inwoners per km².
De onderstaande kaart toont de ligging van Saint-Germain-sur-l'Arbresle met de belangrijkste infrastructuur en aangrenzende gemeenten.

## Demografie
Onderstaande figuur toont het verloop van het inwonertal.